# Süphan Dağı
Le Süphan Dağı, en kurde Sîpana Xelatêest ou çiyayê Sîpan, en arménien Սիփան լեռ, est un stratovolcan turc situé au nord du lac de Van, sur le haut-plateau arménien.

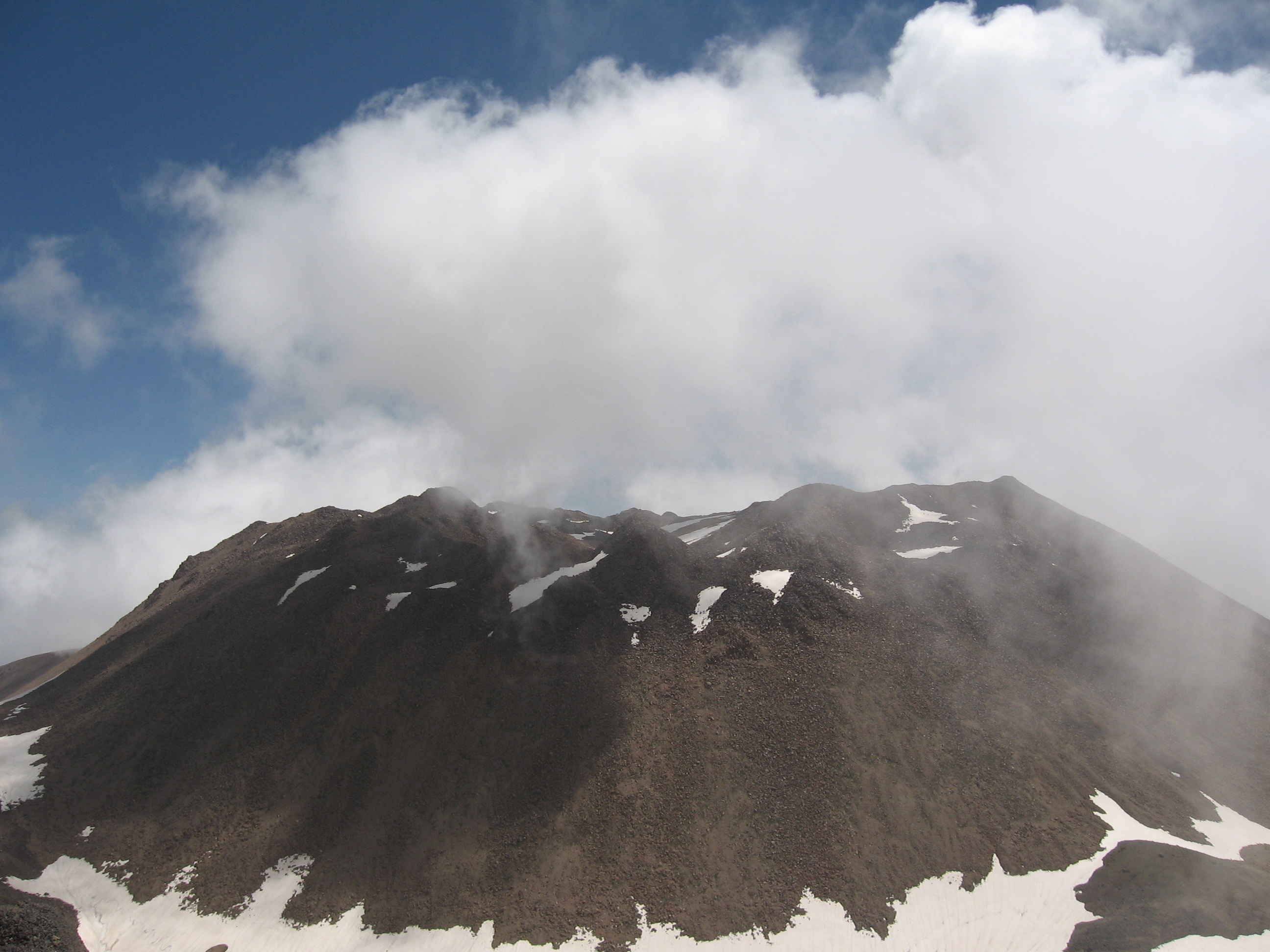
Vue du sommet du Süphan Dağı.